# پولیس ملی افغانستان

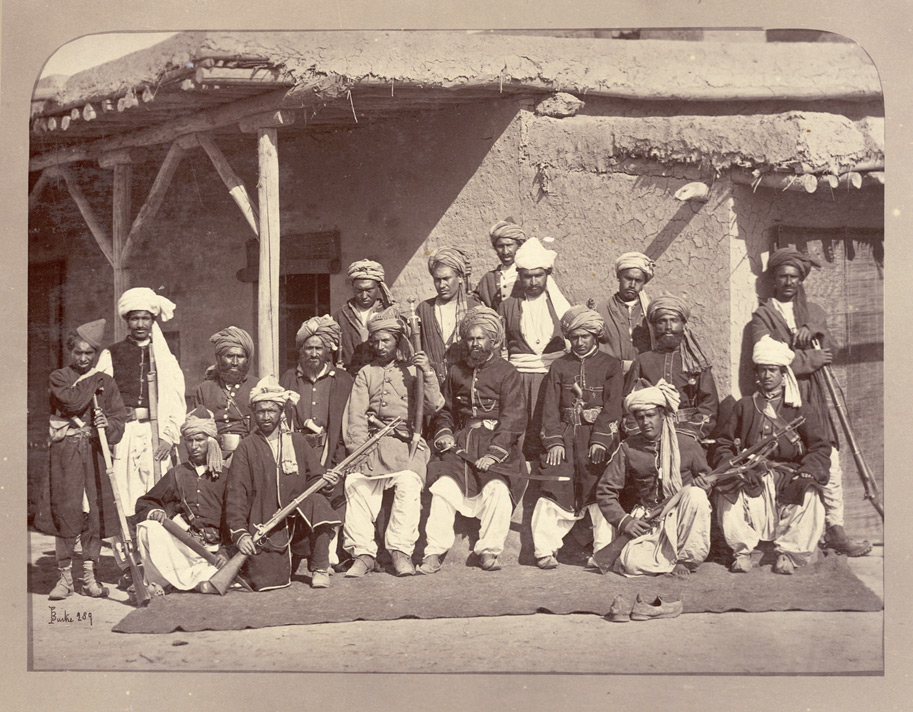
پلیس افغانستان در سال ۱۸۷۹م در زمان سلطنت عبدالرحمن خان

پلیس ملی افغانستان مهم‌ترین نهاد حفظ امنیت شهرها ولسوالی‌ها و تاًمین نظم عامه این کشور بوده همانند دیگر نیروهای پلیس جهان، مسئولیت فعالیت‌های ضدتروریستی، امور امنیتی، مبارزه با قاچاق، اعمال قانون، برقراری نظم، تحقیقات جرایم جنایی، امنیت مرزی و کنترل ترافیک را دارند. پلیس ملی افغانستان تحت رهبری وزارت امور داخله اداره می‌شود. تعداد پرسنل نیروی پلیس ملی افغانستان در سال ۱۳۹۱ خوزشیدی به ۱۵۷٬۰۰۰ نفر رسیده است؛ به تعداد ۹۲٬۸۳۱ تن آنان که ۷۳ درصد نیروهای پلیس را پلیس یونیفورم‌دار تشکیل می‌دهند. به تعداد ۵۹٬۳۹۲ تن افسر، ۲۷٬۴۵۲ تن ساتنمن و ۲۱٬۵۴۷ تن افسر در تشکیل این نیروها می‌باشند. توقع می‌رفت که در پایان سال ۲۰۱۴ میلادی تعداد منسوبان پلیس ملی به ۱۶۰٬۰۰۰ تن برسد.

## تاریخچهٔ پلیس افغانستان
در افغانستان واژهٔ پلیس نخستین بار در سال ۱۳۱۵ خورشیدی در عنوان مکانی به نام تعلیم‌گاه پلیس استفاده شد. این مکان آموزشی در منطقهٔ مهتاب قلعه کابل در نزدیکی پل سوخته بنیانگذاری شده بود و در آن استادان آلمانی مسئولیت پیشبرد تعلیمات نیروهای پلیس را به عهده داشتند. در زمان سلطنت شاه امان‌الله خان و پیش از آن نیروها پولیس امنیه نام داشتند. فارغان این تعلیم‌گاه پس از ۹ ماه تا یک سال تعلیم دیده لقب «صوبه‌دار» می‌گرفتند و فرماندهی/قوماندانی آن نیروها «کوتوالی» نامیده می‌شد.
کوتوال‌ها که تحت نظر والی/استاندار فعالیت می‌کردند، سرانجام و با تعلیم دیدن تعداد زیادی از افراد، تشکلی با نام «ریاست امنیه» در چارچوب وزارت امور داخله ایجاد گردید که از سال ۱۳۲۱ تا ۱۳۲۶ خورشیدی تحت همین نام فعالیت می‌کرد.
در سال ۱۳۲۶خ «ریاست امنیه» به «قوماندانی عمومی پلیس و ژاندارم» تغییر نام داد که براساس آن مسائل و موضوعات امنیتی داخل کشور شامل شهرها و محلات را پلیس و وظایف تأمین امنیت سرحدات را ژاندارم بر عهده داشت.
پیش از ۱۳۲۶خ بیشتر افسران واجد شرایط «حربی شونزی» و «حربی پوهنتون» نیز در تعلیم‌گاه‌های پلیس برای مدتی فعالیت آموزش می‌دیدند و به عنوان موظفان پلیس گماشته می‌شدند. تا اینکه «آکادمی پلیس» در منطقهٔ افشار شهر کابل با هدف آموزش و تربیت بهتر پلیس ایجاد گردید.
در آن زمان در آکادمی پلیس سه نوع تعلیم رایج بود:
1. تحصیلات سه سال که به سطح لیسانس پلیس فراغت حاصل می‌نمودند دوهم څارن معادل دوهم برید من اردو.
2. تعلیمات سه ساله برای فارغان صنوف نهم معارف که به نام ساتنوال دارای چهار پلیت فارغ می‌شدند یعنی معاونین.

۳. فارغان صنوف ششم که ایشان با تعلیم ۹ ماه به عنوان دریم ساتنمن به جامعه و خدمت مردم تقدیم گردیده‌اند. تعلیمات آن‌ها توسط استادان کشور جرمنی و افغانی به پیش برده می‌شد.
در سال ۱۳۵۲ خورشیدی و در زمان ریاست جمهوری محمد داود خان برخی از قوانین و مقررات نافذ در کشور لغو یا تعدیل گردید از آن جمله تعلیمات سه سال پلیس، این سه سال به تعلیمات ذیل تعویض گردید:
۱. فارغان صنوف دوازدهم معارف پس از گذراندن امتحان کانکور، معاینات صعب صحی، اندازهٔ قد و برجستگی اندام، عدم موجودیت و عضویت در احزاب سیاسی، عدم موجودیت دوسیهٔ جزایی و داشتن عشق به وطن و صداقت، واجد شرایط عضویت در آکادمی پلیس بوده، که فارغان پس از یک دورهٔ تعلیمی به رتبهٔ دریم ساتنمن بکلوریا پاس و پس از خدمت موعود دوباره شامل صنوف دوم و به همین منوال به صنف سوم و پس از سپری نمودن امتحانات با موفقیت به رتبهٔ دوهم څارن موقف می‌گرفتند.
۲. فارغان صنوف نهم صرف برای ۹ ماه تعلیم، فراغت، رتبهٔ دریم ساتنمن را حاصل و به ترتیب در میان هر چهار سال یک رتبه ترفیع به رتبهٔ دوهم، لمری و با سپری نمودن کورس به رتبهٔ سرساتنمن یا برابر با ساتنوال می‌رسیدند.
۳. لباس یونیفورم پلیس وقت به رنگ فولادی (خاکستری) تیره و کورتی (کت) آن بدون کمربند بود.
جنرال‌ها تنها کلاه و پتلون (شلوار) به رنگ سیاه و کورتی (کتی) به رنگ فولادی (خاکستری) به تن داشتند و با فرم و نشان‌های جداگانه متمایز بودند.
۴. در این دوره پولیس تحت امر قوماندانی (فرماندهی) پولیس و ژاندارم فعالیت می‌کرد. همچنین در این دوره مهم‌ترین بخش‌های پولیس عبارت بودند از «آمریت‌های عمومی امنیت»، «ترافیک»، «پاسپورت»، «سرحدی»، «پیژنتون»، «تکنیک»، «مخابره»، «محبوسان»، «حرکات»، «جنایی» و «استخبارات».
پس از ۷ ثور/اردیبهشت ۱۳۵۷ خورشیدی نام پولیس به «سارندوی» تغییر کرد که دارای بخش‌های تعلیمی پولیس امنیتی، جنایی، سرحدی، ترافیک و پوهنزی سیاسی بود. نشان‌ها و فورم‌ها بدون تغییر باقی ماند و تنها نشان کلان و رنگ لباس تغییر یافت.
قوماندانی (فرماندهی) پولیس و ژاندارم در ۶ جدی/دی ۱۳۵۸خ جای خود را به معینیت (معاونت) امور امنیتی داد و در سال ۱۳۶۹خ این پست به معاونیت اول وزارت امور داخله تغییر یافت.
در میزان/مهر ۱۳۷۱ «سارندوی» جای خود را دوباره بازیافت و به پولیس تغییر نام یافت که در رأس آن قوماندانی (فرماندهی) عمومی پولیس و ژاندارم قرار داشت.
وزارت امور داخله و پولیس در جریان جنگ‌های داخلی از هم پاشید. اما پولیس دوباره و پس از فروپاشی حکومت طالبان با کمک‌های بین‌المللی تشکیل شد که باز هم همانند گذشته مدتی را تحت عنوان قوماندانی (فرماندهی) پولیس و ژاندارم فعالیت کرد و پسانترها به معاونت اول و سپس در سال ۱۳۸۸خ به معاونت ارشد امور امنیتی ارتقا یافت.
در افغانستان تشکیلات پولیس از گذشته‌های دور به نام‌های دیگر با تشکیلات مختلفه وجود داشته و از آن‌ها غرض امنیت شهرها، املاک مردم، دکان‌ها و دیگر محلات استفاده به عمل می‌گرفت.
وزارت امور داخله و پولیس اثر جنگ‌ها از هم پاشید ولی پی از ایجاد دولت موقت در سال ۲۰۰۱م آهسته، آهسته جایگاه خود را دریافت و به خدمت حضور یافت.
تشکیلات پولیس ملی باز هم به مانند گذشته مدتی به نام قوماندانی پولیس و ژاندارم و پس از آن معاونیت اول و متعاقباً در سال ۱۳۸۸خ به معینیت ارشد امور امنیتی مسمی گردید که بخشی از اجرا کنندگان و نافذکنندگان قانون و تأمین‌کنندهٔ امن و نظم و محافظت عامه را در تشکیل دارد.
وزارت امور داخله در سال ۱۳۸۸خ دارای چهار معین در بخش‌های امنیتی، اداری و تأمینات مبارزه با مواد مخدر و معینیت پالیسی و استراتژی می‌باشد که هر یک وظایف جداگانهٔ کاری و مسلکی خویش را با داشتن ریاست‌های متعدد ایفا می‌نمود.
توافقنامهٔ افغانستان در سال ۱۳۸۵ معیاری را برای سال ۱۳۸۹ وضع نمود که مطابق آن پولیس کاملاً منظم مسلکی، کارا و از نظر قومی متوازن که شامل ۶۲٬۰۰۰ نفر بود، ایجاد گردید. در حمل ۱۳۸۶ برای پاسخ به افزایش سطح حملات شورشیان در جنوب افغانستان، بورد مشترک انسجام و نظارت این تعداد را به ۸۲٬۰۰۰ نفر افزایش داد. در انتخابات ۱۳۸۸ تعداد پولیس ملی به ۹۶٬۸۰۰ افزایش داد و تقسیم‌بندی‌های فوق نیز بر اساس این تعداد صورت گرفت. هرچند در دلو ۱۳۸۸ بورد انسجام و نظارت این رقم را به ۱۰۹٬۰۰۰ الی میزان ۱۳۸۹ و ۱۳۴٬۰۰۰ الی میزان ۱۳۹۰ تصویب کرد. بعضی از تمویل کنندگان دربارهٔ تداوم مالی افزایش تعداد پولیس ملی ابراز نگرانی کرده‌اند؛ و بعضی از تمویل کنندگان دیگر از این که پولیس مدنی به نیروی ضد شورشی و نظامی مبدل می‌گردد نگرانند. نیروهای پولیس ملی در سپتامبر سال ۲۰۰۸م به تعداد ۱۲۵٬۰۰۰ نفر بود. اصلاحات بخش پولیس یکی از پنج رکن استراتژی سکتور امنیتی دولت افغانستان، عمدتاً بالای آموزش، تهیه تجهیزات و ساختن زیربناها و زیرساختارهای سازمانی مانند اصلاح رتبه‌های اعضای پولیس و پرداخت معاشات تمرکز نموده است. صندوق وجهی نظم و قانون در افغانستان (LOTFA) مسوولیت اساسی هماهنگی کمک تمویل کنندگان را برای پرداخت معاشات پولیس ملی بر عهده دارد. پولیس در افغانستان توسط ۲۵ کشور تمویل‌کننده حمایت شده است که کشور آلمان تا سال ۱۳۸۶ همکار اصلی بود. از ۱۳۸۳ به این سو ایالات متحده آمریکا بزرگ‌ترین حامی منابع مالی و بشری جهت حمایت سکتور پولیس بوده است که در سال ۲۰۰۷ مساعدت آن ۲٫۵ میلیارد دلار تخمین گردید. در جون ۲۰۰۷ هیئت پولیس اتحادیهٔ اروپا EUPOL در افغانستان نقش اساسی آلمان را در سکتور اصلاحات پولیس ملی برای ترکیب و تنظیم رویکرد مختلف میان اعضای جامعهٔ اتحادیهٔ اروپا گنجانید.
از دیر زمان بدین سو ایالات متحدهٔ آمریکا بزرگ‌ترین حامی منابع مالی و بشری جهت حمایت سکتور پولیس بوده است که در مارس ۲۰۰۹ مساعدت آن ۶٫۲ میلیارد دلار رسید. از ۱۳۸۴ بدین سو قوماندانی مشترک امنیتی آمریکا در افغانستان اصلاح، آموزش و انکشاف اردوی ملی و پولیس را بر عهده گرفته است. قوماندانی مذکور چندین هزار کارمند و سازمان‌های قراردادی دارد که مأموریتش در راستای تربیت پولیس ملی افغانستان اختصاص داده شده است. تمویل کنندگان رویکردهای بسیار متفاوتی را در زمینه اصلاحات پولیس ملی داشته و تلاش‌هایی برای ترکیب، ادغام و انسجام این رویکردها به کندی پیش رفته است. در ماه دلو سال ۱۳۸۵ تمویل کنندگان و دولت افغانستان هیئت بین‌المللی هماهنگی پولیس (IPCB) را به منظور انسجام و ادغام تلاش‌های بین‌المللی برای اصلاح پولیس ملی و افزایش مؤثریت افغان‌ها روی این اصلاحات، ایجاد کرد. این هیئت شامل نمایندگانی از وزارت داخله، قوماندانی مشترک امنیتی آمریکا، هیئت پولیس اتحادیه اروپا در افغانستان، کمیسیون مستقل انتخابات، اتحادیه اروپا و ایالات متحده آمریکا بود.
قوانین عمده پولیس عبارت از قانون پولیس سال ۱۳۸۴ و قانون موقت جنایی سال ۱۳۸۳ می‌باشد. این قوانین بر اساس مادهٔ ۵۶ و ۳(۷۵) و ۱۳۴ قانون اساسی استوار است. این مسیر:
- . وزارت داخله
- . معین امنیتی وزارت

1. قوماندانان منطقه‌ای پولیس
2. قوماندانان امنیه ولایات،

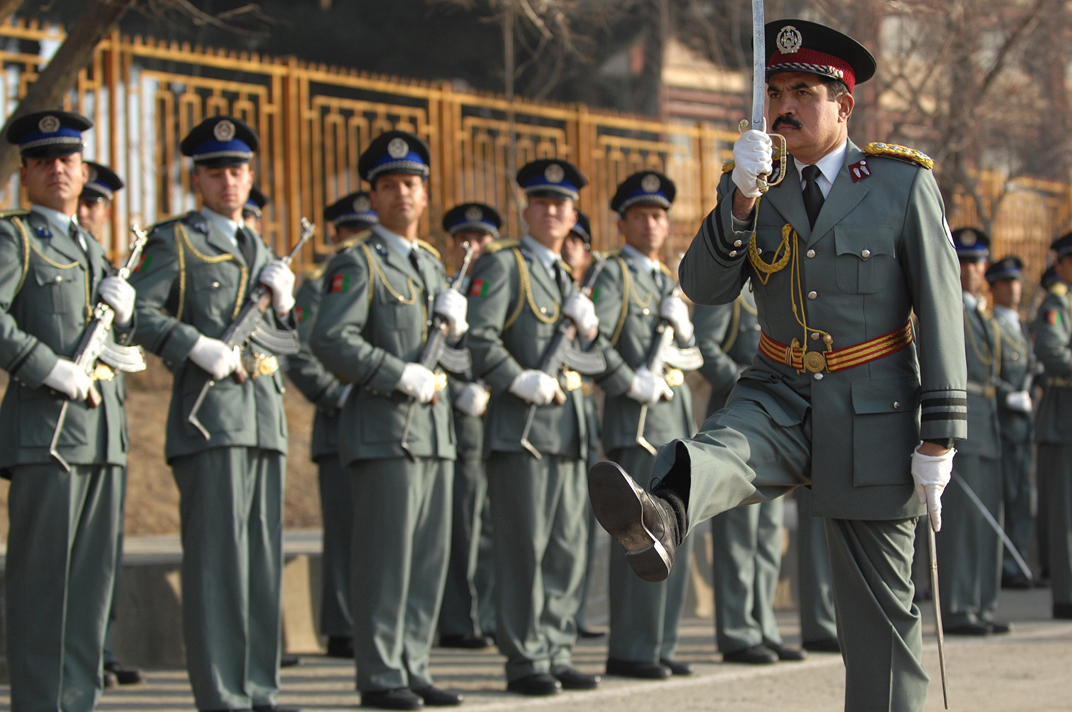
افسر پولیس ملی در حال رژه در سال ۲۰۱۰ میلادی

3. قوماندان امنیه ولسوالی‌ها می‌باشد.

اخیراً شش حوزهٔ پولیس ملی در ولایت کابل، مناطق شمال، شرق، جنوب، غرب و مرکزی فعالیت می‌نمایند.
در چوکات پولیس سارتنمن کسی است که باید از صنف ۱۲ فارغ و ۳ سال در آکادمی پولیس کابل آموزش دیده باشد. ساتنمن کسی است که باید از صنف ۹ فارغ و ۹ ماه را در آکادمی پولیس کابل آموزش دیده باشد. ساتونکی آن افراد پولیس هستند که دوره آموزشی را یا در مرکز آموزشی کابل یا در مراکز آموزشی بامیان، گردیز، هرات، جلال‌آباد، کندهار، کندز و مزار شریف سپری کرده باشد. شهر کابل دارای ۲۲ حوزهٔ پولیس می‌باشد؛ که بزرگ‌ترین تشکیلات پولیس شهری را دارد.
اقدام عمدهٔ وزارت داخله برای اصلاح پولیس انکشاف ولسوالی متمرکز می‌باشد، که در قوس ۱۳۸۶ آغاز گردید. برنامهٔ مذکور به گونهٔ یک استراتژی مسلط برای آموزش پولیس یونیفورم‌دار افغانستان که قسمت اعظمی پولیس ملی را تشکیل می‌دهد، ایفای وظیفه می‌کند. این برنامه هدفمند است تا قابلیت پولیس ولسوالی و حاکمیت قانون را افزایش دهد و از طرزالعمل که دارای شش مرحله است جهت ارزیابی، آموزش، تنظیم مجدد، تجهیز مجدد و بررسی پولیس در ولسوالی‌های منتخب استفاده می‌کند.

## تشکیلات پولیس ملی افغانستان

### معینیت ارشد امنیتی
1. . پولیس امنی (پولیس یونیفورم دار)
2. . پولیس مبارزه با مواد مخدر
3. پولیس سرحدی
4. . پولیس امن و نظم عامه
5. . قطعات خاص پولیس
6. . پولیس محلی
7. . پولیس ترافیک
8. . پولیس مبارزه با حوادث طبیعی و آتش‌نشانی
9. . مبارزه با جرایم
10. . ریاست عمومی مبارزه علیه با تروریزم
11. . ریاست مبارزه با جرایم سنگین

### معینیت مبارزه علیه مواد مخدر
1. . اولویت‌های معینیت مبارزه علیه مواد مخدر

### معینیت پالیسی و استراتژی
1. . اهداف استراتژیک استراتژی پولیس ملی
2. . تدوین استراتژی جلب و جذب زنان در پولیس ملی

### معینیت اداری
1. . پاسپورت و ویزه
2. . قوماندانی جلب و جذب
3. . ثبت احوال نفوس
4. . تعلیمات مسلکی پولیس

### معینیت تامیناتی
1. . مدیریت بخش مالی و بودجه
2. . ریاست دفتر
3. . فرماندهی لوای انتقالات
4. فرماندهی حمایوی مرکز لجستیک
5. اداره تنظیم عینیات
6. ریاست لجستیک
7. ریاست تدارکات

## پولیس یونیفورم دار

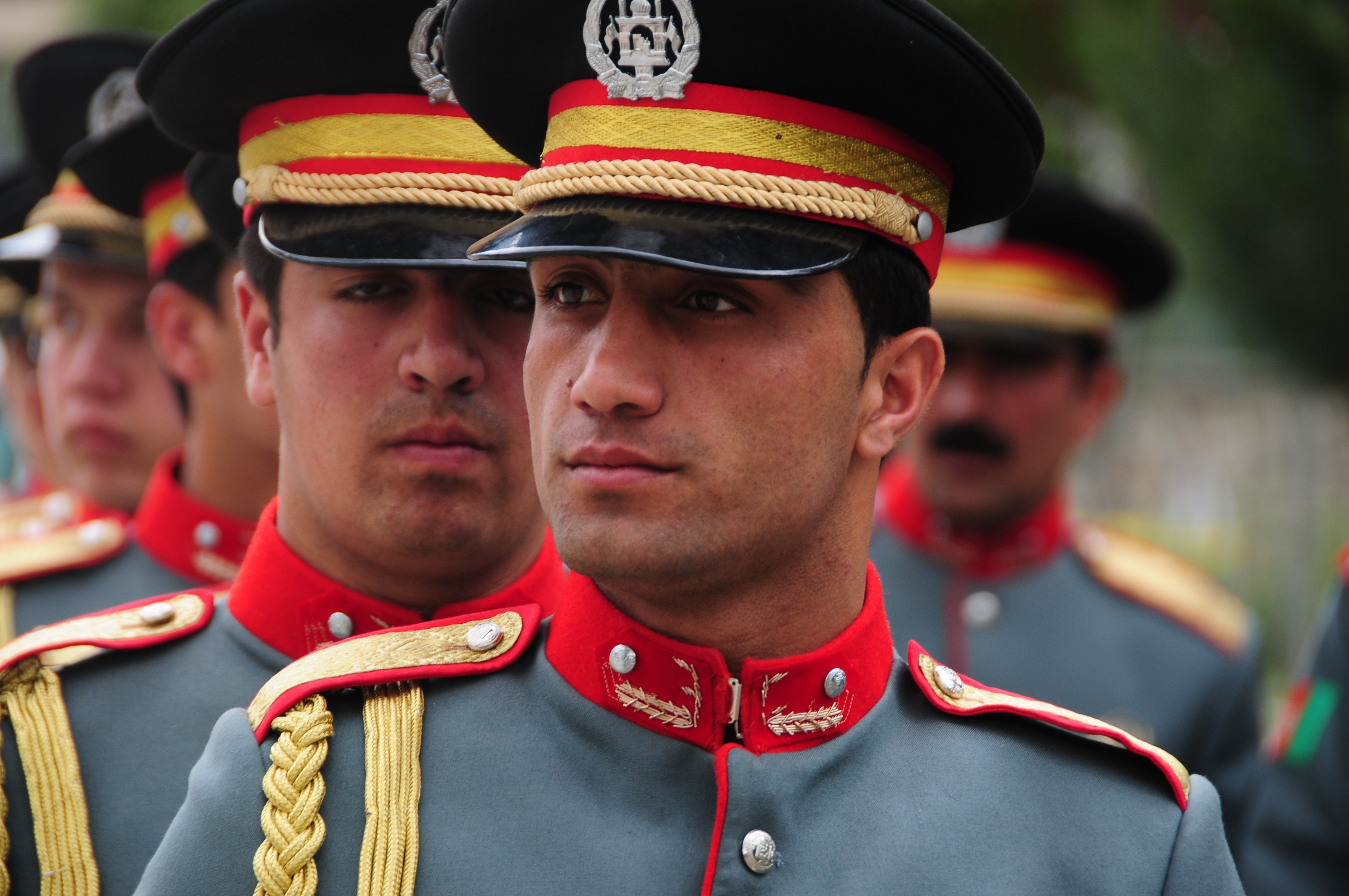
<پولیس یونوفارم دار

پولیس یونیفورم دار افغانستان که موظف به انجام فعالیت‌های روزمره پولیسی است. این‌گونه پولیس بزرگ‌ترین بخش پولیس ملی را تشکیل می‌دهد و مسولیت انجام وظایف عمومی پولیس را مطابق قانون پولیس به عهده دارد. این پولیس برای ولسوالی‌ها و همچنین فرماندهی‌های ولایتی و منطقه‌ای اختصاص یافته است؛ فرماندهی‌ها در هر کدام از شش منطقه تحت پوشش پولیس یونیفورم دار افغانستان، به معاون وزیر امنیت؛ گزارش دهی انجام می‌دهد.
پولیس یونیفورم دار در تمام افغانستان در حوزه‌های امنیتی و محلات تلاشی موظف می‌باشند و اغلب این پولیس اولین واکنش را در برابر حوادثی که رخ می‌دهد نشان می‌دهند. در هر ولایت افغانستان یک قوماندانی امنیه پولیس و در ۳۶۴ ناحیه افغانستان یک حوزه پولیس وجود دارد. مأمورین پولیسی که در قوماندانی‌های امنیه و حوزه‌های پولیس موظف اند معمولاً پولیس یونیفورم دار می‌باشند. همچنان آن‌ها مسئولیت محلات، بازرسی بدنی سیار و دایمی را در تمام کشور دارا می‌باشند.

## پولیس امن و نظم عامه افغانستان (ANCOP)

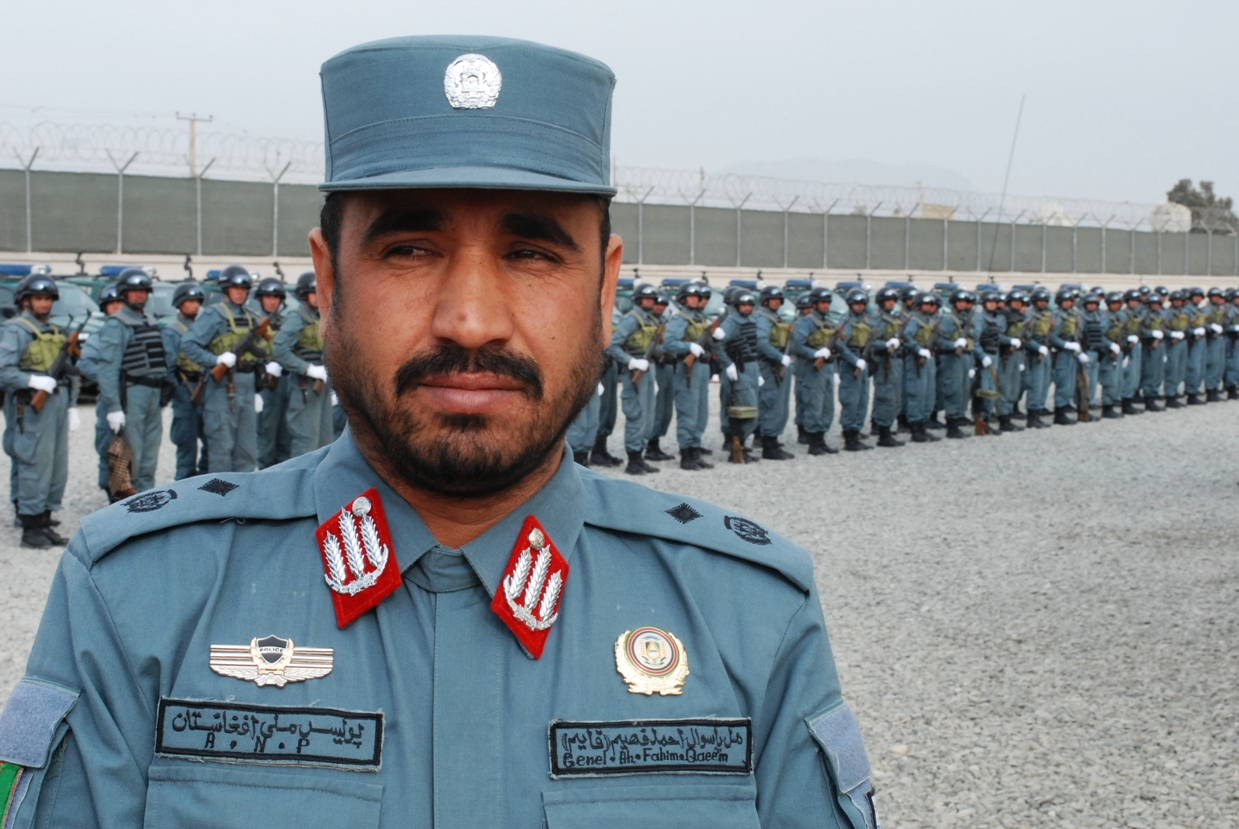
پولیس نظم عامه

این نیروها که با اسلحه جدید مجهز بوده و تاکتیک‌های جدید را آموزش دیده‌اند در عملیات‌های واکنش سریع مانند بی نظمی شهری، سرقت، گروگان‌گیری و شورش‌ها سهم می‌گیرند که تعداد آن به ۱۶۰۰۰ نفر می‌رسد و قرار است که این رقم به ۵۰۰۰۰ برسد. قرار است پولیس نظم عامه امنیت اکمالاتی شاهراه‌ها را به دوش گیرند؛ و این فعالیت پس از خروج قطعات خارجی ادامه خواهد یافت. پاسوال زمری پیکان قومندان پولیس امن و نظم عامه می‌باشد.

## پولیس سرحدی افغانستان(ABP)

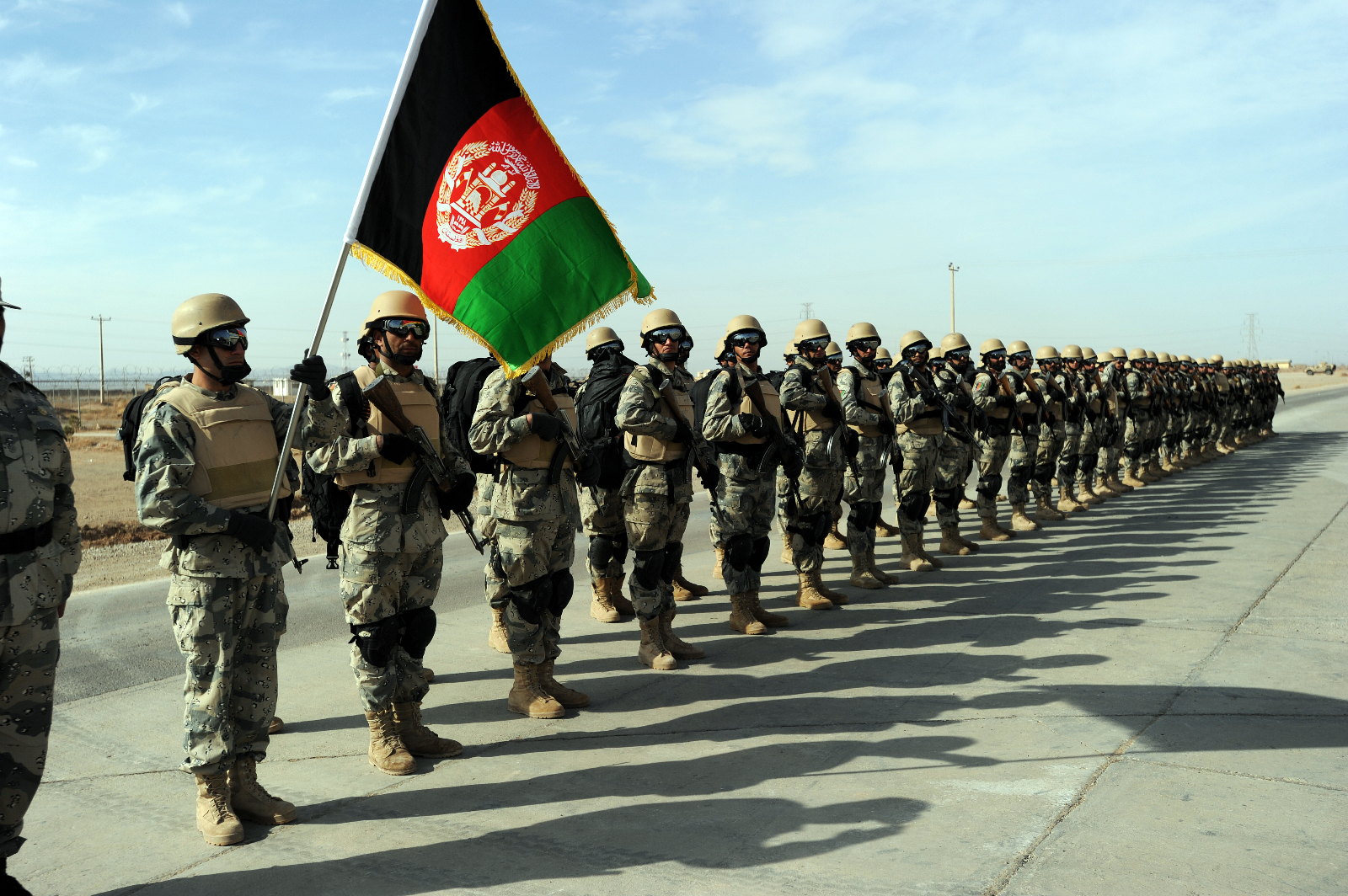
پولیس سرحدی ولایت هرات

در قسمت انفاذ قانون در مرزهای بین‌المللی و دیگر نقاط ورودی کشور گماشته شده‌اند. پولیس سرحدی در مرکز و سرحدات دارای نیروی ۱۹۷۳۹ نفر در ۶ زون ۱۴ سرحد و ۵ میدان هوائی موجوداند. این پولیس محافظ ۵۵۲۹ کیلومتر سرحد می‌باشد. قومندان این پولیس جنرال محمد یونس نورزی است.

### تاریخچه پولیس سرحدی افغانستان
در تشکیلات اداری افغانستان بخش ژاندارم از زمان امیر شیرعلی خا ن بدین سو بنیان‌گذاری گردیده است.
در زمان امیر عبدالرحمن خان اولین ژاندارم به نام راهداری یا به نام خاصه دارها یاد گردیده است که به ترکیب (۳۰۰۰) نفر وظایف سرحدداری را انجام می‌داد کوتوالان مشهور آن زمان نائب میر سلطان خان کوتوال سراسری کشور و میرزا محمد حسین خان مسئول دفتر سنجش کوتوالان بودند.
در سا ل (۱۳۰۱) هجری شمسی در چوکات وزارت امور داخله ارگانی به نام نظارت امنیت که وظیفه پوشش سرحدات را نیز به دوش داشت تشکیل شد.
در سال ۱۳۰۹ خورشیدی در چوکات وزارت امور داخله به نام (نظارت و امنیت) وظایف ستر سرحدات را بدوش داشت. در سال (۱۳۱۹) هجری شمسی در چوکات مدیریت عمومی پولیس بخش محافظین سرحدات نیز گنجا نیده شد. این مدیریت در سا ل (۱۳۲۰) هجری شمسی به ریاست امنیه ارتقاء نمود.
این ریاست در سال (۱۳۲۸) هجری شمسی به قوماندانی ژاندارم و پولیس مسمی و قوماندانی‌های ژاندارم در ولایات سرحدی در جوار قوماندانی‌های امنیه عرض وجود نمود.
در سال (۱۳۵۲) هجری شمسی قوماندانی ژاندارم و پولیس به قوماندانی عمومی امنیه تغییر نام نموده و شعب قبلی ژاندارم به نام پولیس سرحدی مسمی گردید.
در سال (۱۳۵۹) هجری شمسی به اساس فرمان شماره ۳۸۴۸ مورخ ۲۸ /۱۱ /۱۳۵۸ دولت وقت پولیس سرحدی از تشکیل وزارت امور داخله جدا و با نام قوای سرحدی در چوکات وزارت دفاع ملی ایجاد و وظیفه محافظت از مرزها را بدوش گرفت.
در سال ۱۳۷۵ خورشیدی به اساس فرمان شماره (۱۳۶) مورخ ۷/۴/۱۳۷۵ دولت وقت دوباره از وزارت دفاع ملی مجزا و به تشکیلات وزارت امور داخله مدغم گردید.
به اساس فرمان (۴۲۵) مورخ ۲۸ / ۱۱ / ۱۳۸۰ رئیس اداره موقت بار دیگر از تشکیل وزارت امور داخله مجزا و در چوکات وزارت دفاع ملی با تشکیل (۲۶) لوای سرحدی، دو غند سرحدی و یک غند تعلیمی مدغم و وظایف محوله خویش را در ۱۹ ولایت سرحدی کشور ادامه داده است.
در سا ل (۱۳۸۱) به اساس فرمان (۱۶۰) مورخ ۲۹ /۸ /۱۳۸۱ رئیس دولت انتقالی قوای سرحدی از تشکیل وزارت دفاع ملی مجزا و در چوکات وزارت امور داخله با نام ریاست عمومی پولیس سرحدی مسمی گردید. به اسا س فیصله‌های بن با کمیت (۱۲۰۰۰) نفر پرسنل، یک قرارگاه مرکزی، یک کندک منتظره، هشت آمریت عمومی سرحدی، یازده محل عبور و کنترل زمینی و سه محل عبور و کنترل هوائی ایجاد و وظایف تأمین امنیت و محافظت سرحدات کشور را عهده‌دار گردید.
با در نظر داشت وضعیت و شرایط کنونی کشور به اساس امریه شماره (۰۱۵) مورخ ۲ /۴ / ۱۳۸۶ وزیر امور داخله دولت جمهوری اسلامی افغانستان تشکیل پولیس سرحدی از (۱۲۰۰۰) نفر به (۱۸۰۰۰) نفر ارتقاء و با تشکیل یک قرارگاه به نام قوماندانی عمومی پولیس سرحدی، یک کندک واکنش سریع قرارگاه ،(۱) تولی قطارهای اکمالاتی و (۱) تولی محافظ قرارگاه؛ قوماندانی قطعه محافظ گمرکات؛ پنج قوماندانی زون سرحدی که در ولایت ننگرهار؛ پکتیا؛ قندهار؛ هرات و بلخ و (۱۴) محل عبور و کنترل زمینی و (۴) محل عبور و کنترل هوائی ایجاد و هم‌اکنون به‌طور فعال در (۱۹) ولایت سرحدی و ۸۶ ولسوالی سرحدی کشور پرسنل سرحدی وظایف ذیل را انجام می‌دهند. قرار امریه (۰۲۲) مورخ ۱۱/۲/۱۳۹۰ تشکیل پولیس سرحدی با داشتن قرارگاهی به نام قوماندانی عمومی پولیس سرحدی تحت فرماندهی لوی پاسوال محمد یونس (نورزی) با داشتن شش زون سرحدی، پنج قوماندانی در میدان‌های هوائی و ۱۴ محل عبور و کنترل زمینی، قوماندانی قطعه محافظ گمرکات در (۱۹) ولایت و (۸۶) ولسوالی سرحدی در حدود (۵۸۱۳) کیلومتر مرز مشترک با (۶) کشور همسایه و هم جوار برای دفاع از مرزها جلوگیری از متجاوزین و قاچاقبران مواد مخدر و سایر تخطی‌های سرحدی وظایف خویش را انجام می‌دهند.

### وظایف پولیس سرحدی
حفاظت سرحدات هوائی، زمینی، و آبی از هر نوع تجاوز و تخطی‌های عمدی و غیرعمدی.
تحکیم حاکمیت ملی در سرحدات کشور؛ و جلوگیری از حملات باندهای مسلح و ورود هر نوع مجرمین حرفه‌ای و خرابکار در سرحد.
تحکیم زیربنای اقتصادی کشور طوری‌که به قاچاقبران اجازه داده نشود تا اموال و سایر اشیاء مختلف ممنوعه را از سرحدات عبور دهند.
منع ورود و خروج غیرقانونی افراد، اجناس.
کنترل از ورود و خروج قانونی افراد و اجناس که از نقاط عبور و کنترل هوایی، زمینی، و آبی عبور و مرور می‌نمایند.
تأمین ارتباط با قوای سرحدی کشورهای همسایه جهت رفع معضلات سرحدی بین طرفین مطابق مقررات کشور.
حفاظت از رژیم سرحدی، علامت‌های مرزی در سرتاسر حدود سیاسی کشور.
همکاری و مساعی مشترک با جزو تام‌های اردوی ملی، پولیس امنی، امنیت ملی و دیگر ارگان‌های دولتی.
تأمین ارتباط سالم، دوستانه و عملی با مردمان سرحدنشین و جلب همکاری شان با روش خاص مسلکی جهت تأمین امنیت سرحدات کشور.
حفظ و مراقبت از وسایل، وسایط، تجهیزات، تسلیحات، اماکن سرحدی و منابع طبیعی کشور.
حفظ و محرم نگاه داشتن کلیه اسرار کاری؛ و تقدیم به موقع گزارش‌های مستند و واقعی از وضع سرحد به مراجع مربوط.
تطبیق قوانین دولت جمهوری اسلامی افغانستان در حدود سیاسی کشور.
جلوگیری از تورید، تولید، قاچاق و ترافیک مواد مخدر.
کنترل و مراقبت مسایل سرحدی از نقطه صفری سرحد تا شعاع ۵۰ کیلومتری عمق کشور در جهت همکاری و تأمین امنی با ارگان‌ها در تشریک مساعی در سرحد

### صلاحیت‌های پولیس سرحدی
اعطا ویزه به آ ن عده مسافرین که تابع کشوری باشند که در آنجا نمایندگی سیاسی؛ و کنسولگری افغانستان موجود نباشد البته این ویزه ترانزیت یا صرف از (۲۴) ا لی (۷۲) ساعت اعطا شده می‌تواند.
داشتن حق استفاده و صلاحیت به کار انداختن هر نوع وسیله مخابراتی در هر نوع شرایط و کسب حق اولویت در حالات خاص کاری.
داشتن حق قانونی بازرسی اشخاص، اشیاء، وسایل، وسایط تراسپورتی و بار مسافرین البته با رعایت حقوق کامل اشخاصی که از مصونیت‌های سیاسی برخوردار باشند.
داشتن صلاحیت بازپرسی از متجاوزین سرحدی مطابق احکام قانون
داشتن حق کنترل و مراقبت اعمال و اجراات آن عده اشخاصی که در سرحدات مخصوصاً در نقاط عبور و کنترل ایفای وظیفه می‌دارند.
داشتن صلاحیت کنترل و مراقبت از شهرها، دهات، منازل متروکه، تأسیسات سرحدی و منطقه رژیم سرحدی مطابق با قانون، مقررات و هدایت‌های خاص.
داشتن حق مداخله، مشورت یا منع آن نوع تأسیسات و فعالیت‌هایی که مانع فعالیت‌های پولیس سرحدی گردیده یا خطر را در جهت حفاظت سرحدات بار می‌آورد.
داشتن حق توقف دادن اشخاص مشکوک و تثبیت هویت آن‌ها مطابق با احکام قانون.

## پولیس مبارزه با مواد مخدر افغانستان CNPA
وظیفه این پولیس کاهش تولید مواد مخدر در افغانستان می‌باشد که دارای نیروی ۲۹۵۸ نفر می‌باشد. دارای معینیت در چوکات وزرات می‌باشند.
در سال ۲۰۰۳ دولت جمهوری اسلامی افغانستان تصمیمی اتخاذ نمود تا یک ارگان خاص و با مسوولیت‌های انحصاری مبارزه علیه تولید و ترافیک مواد مخدر غیرقانونی را در چوکات وزارت امور داخله ایجاد نماید نخست دگرجنرال داود داود را بحیث معاون وزیر داخله در این بخش تعیین کرد. قسمت اعظم پرسنل پولیس مبارزه علیه مخدر که در آغاز کار این ارگان به آن واگذار گردیده بود تجربه اندکی را در ارتباط با عملیات‌ها و تحقیقات مبارزه علیه مواد مخدر داشتند، اما پس از آن فرصت‌های مغتنمی به پرسنل پولیس مبارزه علیه مواد مخدر در جهت دسترسی به تعلیمات خاص، تاکتیک‌های مبارزه علیه مواد مخدر از طرف ارگان‌های مختلف بین‌المللی داده شد که سبب شد تا پولیس مبارزه علیه مواد مخدر به یک ارگان مسلکی و مؤثر تحقیقاتی در امر مبارزه علیه مواد مخدر تبدیل گردد.
پیشرفت‌های خاصی در ظرفیت‌های پولیس مبارزه علیه مواد مخدر افغانستان مستقیماً به همکاری ایالات متحده آمریکا، بریتانیا، ناروی و اداره مبارزه با جرایم ملل متحد UNODC وسایر مشاورین و مربیان بین‌المللی پولیس فراهم شده است. قوماندان قطعه خاص پولیس مبارزه با مواد مخدر جنرال امام الدین مطمین است.
مبارزه علیه مواد مخدر در وزارت وزارت امور داخله جمهوری افغانستان می‌باشد.
صلاحیت:
پولیس مبارزه علیه مواد مخدر افغانستان صلاحیت‌های کاری خویش را از قانون جدید مبارزه علیه مسکرات و مواد مخدر و کنترل آن که به تاریخ ۲۴ جوزای سال ۱۳۸۹ که به تأسی حکم ماده ۹۴قانون اساسی توسط رئیس‌جمهور توشیح گردیده است به دست می‌آورد. این قانون به پولیس مبارزه علیه مواد مخدر اجازه می‌دهد تا تحقیقات خویش را در هدف قرار دادن شبکه‌های بزرگ فعال قاچاقبران مواد مخدر در داخل افغانستان و در سطح بین‌المللی به اجرا درآورد.

## پولیس بخش تحقیقات جنائی CID

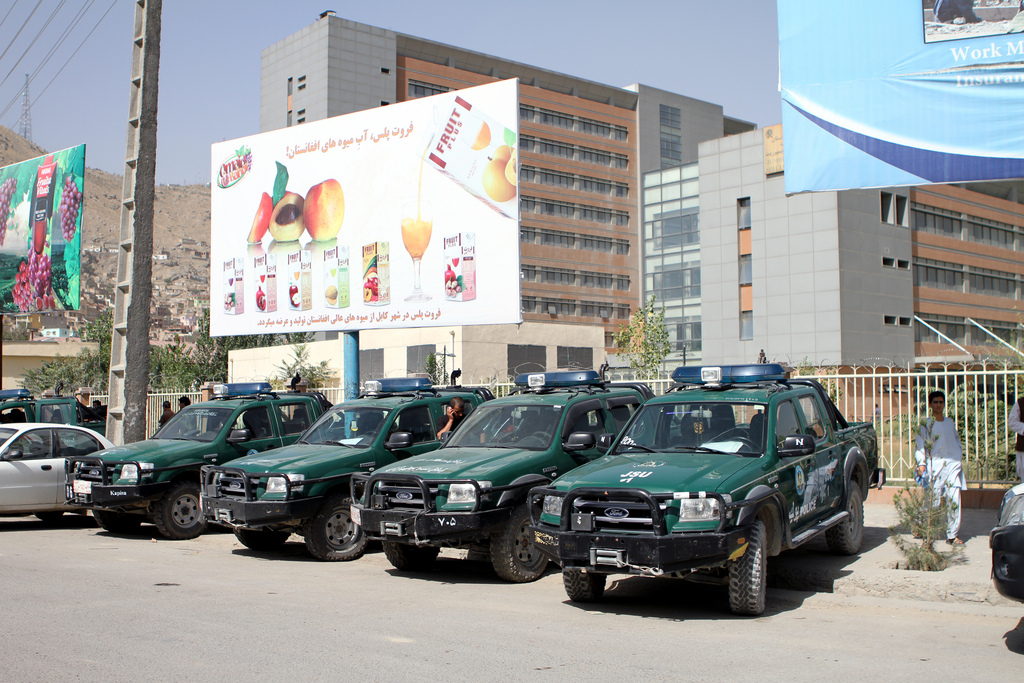
خودروهای پولیس جنایی افغانستان در کابل

مطابق به قوانین افغانستان تعداد مسوولین تحقیقات جنائی با نیروی ۵۹۲۹ باشند. در تشکیلات وزارت داخله ریاست عمومی با جرایم جنائی وجود دارد؛ که عمداً مبارزه و جلوگیری از اعمال جنائی را اجرا می‌نمایند. ریاست عمومی مبارزه با جرایم مسئولیت رهبری و سازماندهی مؤثر مبارزه با جرایم را در سطح کشور بعهده دارد. این ریاست با طرح متناسب و جامع متودها و روش‌های علمی، تحقیقی و مسلکی منسوبین مبارزه با جرایم، زونها، ولایات و ولسوالی‌ها را در جهت مبارزه بهتر علیه جرایم با روی دست گرفتن برنامه‌های آموزشی آماده ساخته و با توجه به معیارهای کدری مقرر و فعال می‌سازد. اما خود به استثنای احکام و هدایت‌های مقامات ذی‌صلاح در وظایف بالفعل اشتراک نمی‌نماید، چه مسئولیت هر بخش از لحاظ لایحه وظایف و مسئولیت ساحوی مشخص گردیده است.

### تاریخچه ریاست عمومی مبارزه با جرایم جنائی
قبل از سال ۱۳۱۴ در تشکیلات وزارت امور داخله وقت، یک بخش تحت عنوان (اداره تنظیم) وجود داشت، که این اداره به صورت مشخص وظایف و مسئولیت‌های معینی را در قبال مبارزه با جرایم بدوش داشت، با انکشاف تدریجی نفوس، شهرها و ضرورت‌های محسوس جامعه آنروز، اداره تنظیم نیز انکشاف پیدا کرد و به مدیریت امنیت پولیس ارتقاء داده شده که وظایف مبارزه با جرایم را به پیش می‌برد. همچنان دو شعبه دیگر تحت نام آمریت جزا و واقعات نیز تحت امر مدیریت نامبرده بودند، که وظایف کشف، تحقیق و احصائیه جرایم، واقعات جنائی و سایر امور مربوط را تنظیم و سازماندهی می‌نمود.
در سال ۱۳۱۶ که تشکیلات پولیس بنابر مقتضیات زمان وسعت پیدا کرد، مأموریت‌های پولیس در شهر و قوماندانی‌های پولیس در ولسوالی‌ها ایجاد گردید در تشکیلات آن‌ها آمریت‌های جزا نیز شامل گردید که وظایف آن‌ها کشف و تحقیق جرایم بود.
نظر به ضرورت‌های بالفعل جامعه و گستردگی جرایم و واقعات جنائی کشور در سال ۱۳۱۹ آمریت‌های جنائی محل نیز در تشکیلات پولیس افزود گردید که آمریت نشان انگشت و عکاسی واقعات مربوط آن بودند.
در سال ۱۳۳۹ بخش‌های کشف و تحقیق از تشکیل مأموریت‌ها و قوماندانی‌های پولیس ولسوالی‌ها جدا و شامل تشکیل جنائی محل گردید.
در سال ۱۳۴۴ مدیریت جنائی محل به مدیریت عمومی جنائی مرکزی انکشاف پیدا کرده و آمریت نشان انگشت، آمریت آثار و علائم محل واقعه، اطلاعات و محبوسان در چوکات آن ایجاد و به اجرای امور موظف گردیدند و هم‌زمان با آن در چند ولایات بزرگ کشور نیز آمریت‌های جنائی محل افتتاح و بکار آغاز نمودند، در سال ۱۳۵۰ آمریت‌های جنائی محل در ۲۸ ولایات کشور انکشاف داده شد و وظایف مبارزه علیه جرایم جنائی را به عهده گرفتند؛ و در سال ۱۳۵۹ شعبات آمریت جزا که در تشکیلات ولسوالی‌ها و مأموریت‌های پولیس فعالیت داشتند. به آمریت‌های جنائی تغییر اسم داده و به کمیت ساختار تشکیلاتی آنان نیز متناسب با اقتضای وقت افزایش به عمل آمد و هم‌زمان با آن مدیریت عمومی جنائی مرکزی نیز به ریاست مبارزه با جرایم جنائی انکشاف پیدا کرد و در سال ۱۳۶۰ از ریاست عادی به ریاست عمومی مبارزه با جرایم جنائی ارتقاء داده شد که در تشکیلات آن تعداد سه معاون در بخش کشف، تحقیق و کریمنال تکنیک، اگنتوری و سیاسی علاوه گردید.
در سال ۱۳۶۸ ریاست عمومی مبارزه با جرایم جنائی به سمت معاون وزیر امور داخله در امور جنائی ارتقاء نمود که ریاست کشف جرایم اقتصادی نیز در تشکیلات آن اضافه گردید.
بعد از سقوط رژیم دکتر نجیب الله، ریاست عمومی مبارزه با جرایم جنائی و چهار ریاست تحت امر آن به حال خود باقی و سلسله تشکیلاتی آن تحت امر قوماندان عمومی ژاندارم و پولیس قرار گرفت و الی پایان حکومت مجاهدین تحت زعامت برهان الدین «ربانی»، ریاست عمومی مبارزه با جرایم جنائی با همان تشکیل وظایف خود را دنبال کرد، با بقدرت رسیدن رژیم طالبان تشکیل این اداره از مجموع ۴۴۴ نفر پرسنل به ۱۳۵ نفر تنزیل یافت از سال ۱۳۸۲ ریاست عمومی مبارزه با جرایم جنائی به همان حالت قبلی یعنی با تشکیل ۴۴۴ نفری وظایف خود را از سر گرفت که بنا به نیازمندی‌های محسوس یک اداره جدید تحت نام ریاست بررسی محل واقعه جدیداً در ساختار تشکیلاتی ریاست ایجاد و در کنار سایر قدمه‌های تحت امر به فعالیت آغاز نمود.
در سال ۱۳۸۲ تشکیل جدید ریاست مبارزه با جرایم جنائی بار دیگر مورد تجدید نظر قرار گرفته و با ایجاد تغییرات جدی در ساختار تشکیلاتی آن از لحاظ کمیت پرسنل و صلاحیت‌های کاری دچار تحول شده و شعبات مهم آن از تشکیل حذف و پرسنل آن نیز در سطح کشور کاهش پیدا کرد.
در سال ۱۳۸۶ که پروسه ریفورم پولیس ملی نیز آغاز گردید، تشکیل ریاست عمومی مبارزه با جرایم جنائی از کمیت ۴۵۳ نفر به ۲۵۷ نفر تنزیل نموده و در سطح ولایات نیز تغییرات مشابه در تشکیلات پولیس مبارزه با جرایم جنائی رونما گردید و با ایجاد قوماندانی‌های زون‌های ساحوی شش‌گانه، ریاست تحقیقات جنائی در سطح زون‌ها ایجاد شد.
در سال ۱۳۸۷ یکبار دیگر تشکیلات ریاست عمومی مبارزه با جرایم جنائی مورد بازنگری مسئولان ذی‌ربط قرار گرفت که تعداد پرسنل آن در سطح ولایات تقریباً %۵۰ کاهش یافته و در تشکیلات مرکزی کدام تغییر محسوس به وجود نیامد.
ضمناً در اوایل سال ۱۳۸۷ بنا به ضرورت مبرم اوضاع جرمی و امنیتی در کشور به ابتکار مقامات ذی‌صلاح وزارت امور داخله معاونیت‌های کشفی در چوکات قوماندانی‌های امنیه ولایات و ولسوالی‌های کشور به وجود آمد که با ایجاد این تشکیل امور کشفی و استخباراتی پولیس انسجام پیدا کرده و کنترل اوضاع جرمی را برای پولیس سهل تر ساخت.
در سال ۱۳۸۸ باز هم در تشکیلات ریاست عمومی مبارزه با جرایم جنائی تغییرات رونما گردید، در ساختار تشکیلات سال ۱۳۸۸ یک اداره مرکزی تحت نام ریاست عمومی مبارزه با جرایم ایجاد گردید که ریاست‌های مبارزه با جرایم جنائی، مبارزه با تروریزم و بررسی جرایم خاص تحت امر رئیس عمومی قرار گرفت و همچنان مدیریت عمومی اداری ریاست عمومی مبارزه با جرایم به معاونیت اداری ارتقاء داده شد، ضمناً شعبات کنترل منطقه‌ای که از شعبات بسیار ضروری ادارات کشفی بحساب می‌آید و از بدنه تشکیل حذف شده بود، دوباره در چوکات ریاست مبارزه با جرایم جنائی و زون ۱۰۱ آسمائی احیا شد، همچنان به منظور انکشاف بهتر پروسه تحقیقات و بررسی واقعات و جرایم در کشور به پیشنهاد ریاست عمومی مبارزه با جرایم پنج تیم بررسی و تحقیقاتی در ریاست‌های مهم کشفی پولیس ایجاد و تشکیل آن به تشکیلات موجوده علاوه گردید که تاکنون پرسنل ریاست عمومی مبارزه با جرایم که تعداد مجموعی آن در سطح مرکز، ولایات و ولسوالی‌ها کشور به (۵۹۲۹) نفر می‌رسد به داخل تشکیل موجوده مصروف انجام وظایف هستند.
به صورت مشخص وظایف عمده ریاست عمومی مبارزه با جرایم قرار ذیل است:
1. . پلان‌گذاری و طرح استراتژی مبارزه با جرایم برای پولیس کشفی افغانستان.
2. . سوق، اداره و سازماندهی پولیس مبارزه با جرایم در عملیات‌ها و پروژه‌های کشفی و اوپراتیفی علیه جرایم سازمان یافته.
3. . استخدام قوتها، تکنیک و تکنالوژی پولیس کشفی افغانستان در جهت تطبیق پلان‌های مبارزه با جرایم.
4. . تقرر، تبدل، عزل و نصب افسران کادری بلند رتبه، رتبه‌های متوسط و رتبه‌های پائین در ادارات پولیس کشفی افغانستان.
5. . اجرای مکافات و مجازات پرسنل پولیس کشفی افغانستان متناسب به عملکردهای آنها.
6. . پیش‌بینی، طرح و اکمال بودجه مورد ضرورت پولیس جنائی افغانستان متناسب با ظرفیت‌های کادری، پلانگذاری و پروژه‌سازی علیه جرایم.
7. . ارتقای مهارت‌های مسلکی با اجرای دوره‌های آموزشی، کورس‌های مسلکی، تعلیمات معاصر و سمینارهای آموزشی برای پولیس کشفی افغانستان.
8. . اکمال پرسنل مسلکی، تکنیک، تکنالوژی و مواد لجستیکی برای پولیس کشفی افغانستان.
9. . فراهم آوری تسهیلات، ساختمان و دفاتر کاری پولیس کشفی افغانستان.
10. . تشریک مساعی و هماهنگی کاری با ارگان‌های وزارت عدلیه، سارنوالی و محاکم.
11. . رهبری و سازماندهی فعالیت‌های اداره مرکزی کریمنال تکنیک لابراتوارهای تحقیقاتی و تحقیقاتی و پروژه بیومتریک.

### وظایف پولیس جنائی
ریاست عمومی مبارزه با جرایم با ترتیب استراتژی کوتاه مدت و دراز مدت و طرح پلان‌های سالانه، شش ماه، ربع وار و ماهوار با توجه به اولویت‌ها در روشنی احکام قانون اساسی به‌خصوص ماده (۱۳۴) امور بهتر وقایه، جلوگیری، کشف، تعقیب و کاهش جرایم را در سطح مرکز و ولایات ارزیابی نموده، سیاست‌های متناسب به اوضاع جرمی را ترتیب و غرض تطبیق به قدمه‌های مربوط ابلاغ می‌نماید.
ریاست عمومی مبارزه با جرایم در جنب وظایف عمده به موارد ذیل توجه و اهتمام ویژه معطوف نموده است.
- تحلیل اوضاع جرمی و امنیتی کشور در عرض هر هفته، ماهوار، ربع وار، شش‌ماهه و سالانه و مطالعه عوامل سقوط و صعود گراف جرایم و تغییرات تکنیکی و تاکتیکی که در اسلوب و کارکترهای جرمی مجرمین رونما می‌گردد.
- تمرکز و تشدید مبارزه علیه پدیده‌های مهم جرمی مانند قاچاق انسان، تجاوز جنسی، گروگان‌گیری، قتل، جرایم اقتصادی، فساد، حملات تروریستی (انتحار، انفجار) و غیره…
- تشدید فعالیت‌های فرهنگی و میتودیکی با اولیای امور تعلیم و آموزش در مرکز و ولایات به منظور جلوگیری از انحطاط و انحراف جوانان و اطفال کشور به طرف پدیده‌های جرمی.
- اشتراک بالفعل مقامات رهبری و پرسنل ریاست عمومی مبارزه با جرایم در عملیاتهای ویژه، بررسی-های واقعات بزرگ و هدایت‌های خاص مقامات رهبری وزارت امور داخله در مرکز ولایات کشور.
- برگزاری سمینارهای مهم میتودیکی برای مسئولان کشفی مرکز و ولایات در سال چهار مرتبه به منظور ارتقای مهارت‌های مسلکی آنان.
- فراهم‌سازی زمینه تعلیمات و تحصیلات اختصاصی برای پرسنل در داخل و خارج کشور در هماهنگی و تفاهم با جامعه بین‌المللی.

## پولیس گمرکی افغانستان ACP
این پولیس قوانین و مقررات گمرکی افغانستان را تطبیق می‌کند؛ عملیات این پولیس تحت صلاحیت وزارت مالیه می‌باشد.

## پولیس ضد تروریزم CTP
فعالیت‌های تروریستی در افغانستان هم‌زمان با جنگ‌های داخلی آغاز شد و افغانستان مورد مداخله کشورها قرار گرفت این مداخلات کشورها سر انجام سه پدیده خیلی نادرست را وارد افغانستان نمود که عبارتند از جرایم تروریستی، مافیای مواد مخدر و فساد اداری می‌باشد که باعث از میان بردن اکثر دارایی‌های مادی و معنوی افغانستان گردیده است. به همین منظور نیاز بود تا یک اداره ضد تروریزم در چوکات وزارت امور داخله فعال گردد تا از حملات و فعالیت‌های تروریستی جلوگیری نمای. وظائف این پولیس، فعالیت‌های مبنی بر مبارزه با شورش و تروریزم می‌باشد. تا اکنون دارای نیروی مجاز ۱۰۰۰نفر می‌باشد. موظفین این پولیس در ۳۴ ولایت و ۳۶۵ ولسوالی افغانستان حضور دارند که در ولایات به سطح مدیریت مبارزه با تروریزم فعالیت می‌نمایند و در قرارگاه‌های ولایت تحت اثر ولایات مربوط ایفای وظیفه می‌کنند. تعقیب و دستگیری انتحاری وظیفه این پولیس است.

## پولیس اطفائیه افغانستان (ریاست عمومی رسیدگی به حوادث طبیعی)
که موظف به اطفائیه و جلوگیری از آتش‌سوزی و نجات قربانیان حریق می‌باشد؛ این ریاست در سراسر کشور فعالیت دارد و از یک نیروی ۸۸۲ نفری برخوردار است.
۷. نیروهای کمکی پولیس
نیروهای کمکی پولیس ملی افغانستان که در سال ۱۳۸۵ به عنوان نیروی موقت و محلی جهت کمک به پولیس ملی ایجاد گردیده بودند در سال ۱۳۸۷ پیاده گردیدند. هرچند برنامه محافظت عامه افغان با برنامه نیروهای کمکی پولیس ملی افغانستان AN مشابهت دارد. تکرار این برنامه به نام اقدام دفاع ملی/ اقدام دفاع اجتماعی یوده که شامل کارمندان آموزش یافته از سوی نیروهای نظامی بین‌المللی می‌باشد.

## پولیس زن
یک درصد از پرسنل پولیس ملی افغان را پولیس‌های زن تشکیل می‌دهند. هر چند پولیس زن برای زنان افغان به منظور گزارش دادن جرایم و دسترسی به عدالت ضرورت پنداشته می‌شود، اما زنان کمتری در افغانستان وجود دارند که به پولیس زن دسترسی داشته باشند اقدامات بیشتری ضرورت است تا پولیس زن را در صفوف پولیس ملی افغان جذب، آموزش و محافظت نمود. این یک گام مهم برای تقویت و حمایت از حقوق زنان و دختران افغان می‌باشد.

### تاریخچه زنهای که پولیس شدند
اولین پولیس زن در افغانستان وظیفه خود را در سال ۱۹۶۷ میلادی یعنی سه سال بعد از اعطای حق رأی به زنان افغان شروع نمود. اما تحولات سیاسی پس از سال ۱۳۷۲ نقش زنان را در پولیس ملی کمرنگ تر ساخته و حتی بعد از به قدرت آمدن طالبان در سال ۱۹۹۶، زنان از خدمت در پولیس ملی محروم شدند
پس از سال ۲۰۰۲ دولت افغانستان به جذب زنان در صفوف پولیس دوباره اقدام نمود. در
سال ۲۰۰۵، فقط ۱۸۱ زن در میان ۵۳۴۰۰ کارمند این اداره ثبت گردیده بود. در جوالی ۲۰۱۳ این رقم به ۱۵۵۱ پولیس زن در میان ۱۵۷۰۰۰ کارمند این اداره ثبت گردیده است. لا وجودی که در جامعه افغانی پولیس زن ضروری است ولی شرایط طوری است که پولیس زن هم در فامیل آزادی معدود دارد. بعضاً خود پولیس‌های زن مورد اذیت جنسی، خشونت، ازدواج‌های اجباری، , ترور قرار گرفته‌اند.

## آکادمی آموزش پولیسهای افغان

### مکتب انجینیری
این مکتب مختص برای آموزش پولیس در بخش خنثی‌سازی مواد انفجاری افتتاح گردیده است. وزارت داخله از سال ۱۳۸۶ به این سو آموزش پولیس را در عرصه مین پاکی آغاز کرده است و نزدیک به ۳۰۵ تن در دوره‌های مختلف آموزش دیده‌اند. ایجاد این مکتب در چارچوب آکادمی پولیس می‌تواند به آموزش بهتر نیروهای نظامی در این عرصه کمک کند. در پایان سال ۲۰۱۴ میلادی ۱۵۰۰ پولیس در این مکتب در بخش‌های مختلف تحت آموزش قرار گرفته است. این پولیس‌ها با همکاری کارکنان ماین پالی دفتر سازمان ملل متحد یا (UNMAS) یکجا فعالیت خویش را به پیش می‌برند. در طول سال ۱۳۹۱ نزدیک ۲۰۰۰ ساحه خطرناک از وجود ماین پاکسازی شده است. اما هنوز نزدیک به ۵۰۰۰ ساحه خطرناک در کشور باقی‌مانده است.

## امنیت مدنی در مقابل پلیس و مرگ و میر پلیس
در وضعیت فعلی جنگ علیه شورشیان عمدتاً توسط پولیس یونیفورم دار انجام می‌شود. این جنگ پولیس یونیفورم دار را از نقش پولیس مدنی و وظایف شان مطابق قانون پولیس منحرف و به نقش امنیتی مبدل ساخته که باعث دو نوع عوارض جانبی شده است. اول اینکه مردم را از داشتن یک پولیس مؤثر که با جرایم مبارزه و قانون را تنفیذ کند محروم ساخته. مردم اعتماد خود را در تأمین امنیت شان از طریق پولیس از دست داده‌اند. عارضه دومی آنکه باعث از دست رفتن تعداد زیادی از جان‌های پولیس شده است. تنها در سال ۱۳۹۱ به تعداد ۱۸۰۰ تن از افسران، ساتنمنان و سربازان شهید شده‌اند.

## اسلحه و وسایط پولیس افغانستان
وسایط موتر رو پولیس افغانستان فورد رینجر آمریکائی، تویوتا، و از روسی، نیسان تویوتا جیب روسی و غیره می‌باشد.
اما سمونمل صلاح الدین داود معاون ریس لوژستیک در بخش اداره عینیات می‌گوید وزارت امور داخله به وسایط و سلاح‌های پیش رفته از جمله هاموی، لندکروزر زرهی ایفرست مجهز شده که در شرایط فعلی کمک خیلی زیادی به نیروهای پولیس کرده است.
```
اسلحه پولیس افغانستان قرار ذیل می‌باشد.
```

| جزًیات نوعیت سلاح | نام اسلحه                | فوتو |
| ---------------- | ------------------------ | ---- |
| تفنگچه           | Smith & Wesson Sigma 9mm |      |
| تفنگچه           | AMD 65                   |      |
| تفنگ ماشیندار    | AKM                      |      |
| تفنگ ماشیندار    | Vz. 58                   |      |
| راکت انداز       | Rocket-propelled grenade |      |

## فعالیت‌ها و دست‌آوردها پولیس ملی طی چند سال اخیر
برای جنگ علیه شورشیان همکاری‌ها میان پولیس یونیفورم دار، پولیس سرحدی، پولیس نظم عامه، اردوی ملی و امنیت ملی در عملیات‌های مشترک تقویت یافته. در کار جمعی این نیروها مؤثریت خود را به عنوان نیروهای امنیتی افغان بعد از گرفتن مسولیت‌های امنیتی از نیروهای بین‌المللی تقویت بخشیده‌اند. مطابق انتقال مسولیت‌های امنیتی و دیدگاه ده ساله، پولیس یونیفورم دار اهمیت بیشتری برای اصلاحات در گونه آموزش‌ها و عملیات‌ها داده است. از آنجا که اردوی ملی مسولیت‌های بیشتر را برای تأمین امنیت می‌گیرد، پولیس یونیفورم دار به مسلکی شدن، موضوعات اخلاقی، توانائی آنکه با جامعه در تماس باشد، احترام به تنفیذ قانون و توانائی‌ها برای رسیدگی به جرایم را در این نیروها تقویت می‌بخشد. در سال ۱۳۹۱ پولیس یونیفورم دار آموزش پرسنل خویش را نیز تشدید بخشید. تقریباً به تعداد ۱۷٬۵۵۲ یا بیست درصد پولیس یونیفورم دار تحت آموزش‌ها قرار گرفت. پولیس ملی افغانستان در سال ۱۳۹۲ خورشیدی به تعداد ۲٬۵۴۱ عملیات مستقل و ۲۷۸ عملیات مشترک را در همکاری با سایر نیروهای امنیتی کشور راه‌اندازی نموده که نتایج ملموس و مثبتی در پی داشته است.
در این عملیات‌ها به تعداد ۵٬۶۲۶ هراس افگن به هلاکت رسیده و ۱٬۸۴۳ تن آنان زخمی و ۲٬۷۱۷ تن بازداشت شده است. در پی این عملیات‌ها به تعداد ۲٬۸۲۶ سلاح و به تعداد ۴٬۱۷۳ حلقه ماین نیز به دست نیروهای امنیتی افتاده است.
پولیس ملی افغانستان در جریان این عملیات قربانی‌های زیادی را نیز متقبل شده که در سال ۱۳۹۲ تقریباً ۲۳۰۰ تن از پولیس شجاع ما به شهادت رسیده‌اند.
پولیس سرحدی در جریان سال ۱۳۹۲ خورشیدی به مقدار ۲۷۸ کیلو گرام هروئین، ۱٬۳۰۴ کیلو گرام تریاک، ۳٬۶۰۰ کیلوگرم چرس ۳۵ کیلوگرم مورفین، ۳٬۰۴۰ لیتر تیزاب و ۱۰۲۹ کیلوگرم آمونیم نیترات را به دست آورد
با در نظر داشت ترک وظیفه توسط تعداد از پولیس، این امر ضروری پنداشته می‌شود تا پولیس بیشتر استخدام و به وظایف گماشته شده‌اند. گرچه در آینده تصمیم بر آن است که از این روند جلوگیری شود و آموزش‌ها برای نیروهای موجود که از آموزش‌ها محروم مانده‌اند فراهم گردد. علاوه بر آن به تعداد ۳۰٬۵۸۹ تن از پولیس یونیفورم دار در کورس‌های سواد آموزی اشتراک نموده بودند که از جمع آنان ۶٬۱۷۵ تن آنان فارغ شده‌اند.

## پی‌نوشت‌ها
1. ↑  http://www.khawaran.com/اجتماعی/پوليس-ملی-افغانستان.html%5Bپیوند+مرده%5D
2. ↑  «نسخه آرشیو شده». بایگانی‌شده از اصلی در ۱۴ اکتبر ۲۰۱۷. دریافت‌شده در ۲۶ نوامبر ۲۰۱۴.
3. ↑  «نسخه آرشیو شده». بایگانی‌شده از اصلی در ۲۰ نوامبر ۲۰۱۴. دریافت‌شده در ۲۶ نوامبر ۲۰۱۴.
4. ↑  «نسخه آرشیو شده». بایگانی‌شده از اصلی در ۲۳ فوریه ۲۰۱۸. دریافت‌شده در ۱ نوامبر ۲۰۱۹.
5. ↑  «نسخه آرشیو شده». بایگانی‌شده از اصلی در ۲۳ فوریه ۲۰۱۸. دریافت‌شده در ۱ نوامبر ۲۰۱۹.
6. ↑  «نسخه آرشیو شده». بایگانی‌شده از اصلی در ۲۰ نوامبر ۲۰۱۴. دریافت‌شده در ۲۶ نوامبر ۲۰۱۴.
7. ↑  «نسخه آرشیو شده». بایگانی‌شده از اصلی در ۱۴ اکتبر ۲۰۱۷. دریافت‌شده در ۲۶ نوامبر ۲۰۱۴.
8. ↑  [آکادمی پولیس ملی افغانستان، مکتب انجینیری را برای آموزش پولیس در بخش خنثی‌سازی مواد انفجاری افتتاح کرد| http://www.unamanews.org/dari/index.php/آرشیف-مقالات/438-بګی-خوده.html%5Bپیوند+مرده%5D.]